# Lara Croft and the Temple of Osiris
Lara Croft and the Temple of Osiris è un videogioco per PC, PlayStation 4, Xbox One e Stadia sviluppato da Crystal Dynamics e distribuito da Square Enix. Uscito nel novembre 2014, è il secondo spin-off della serie Tomb Raider e rappresenta il sequel di Lara Croft and the Guardian of Light (uscito nel 2010).

## Trama
Molti millenni fa il perfido dio Seth rubò il sacro bastone magico di Iside e lo usò contro la sua stessa proprietaria per imprigionare lei e suo figlio Horus nel Duat; in seguito uccise suo fratello Osiride, smembrò il suo corpo e ne sparse i pezzi per tutto il suo Santuario, in Egitto. Libero di scatenare la sua perfidia, prese possesso del mondo e poi scese nel Duat per diventare re dell'oltretomba, ma senza il sacro bastone non riuscì più a venirne fuori e rimase imprigionato.
Ai giorni nostri, Lara Croft trova l'ingresso del misterioso Santuario di Osiride; qui trova il suo collega/rivale Carter Bell, sulle tracce dello stesso luogo. Durante un litigio, i due archeologi rimuovono il bastone di Iside e così facendo liberano accidentalmente Seth. 
Per questa loro grave colpa Lara e Carter vengono colpiti da una maledizione: la divoratrice Ammit li cerca incessantemente per cibarsi delle loro anime. Per scongiurare il pericolo, i due devono fermare il crudele Seth prima che distrugga il mondo intero, affrontando le armate dei suoi soldati e altri dei egizi che ha corrotto con la sua malvagità; fortunatamente possono contare sull'aiuto di Iside e Horus, moglie e figlio di Osiride, che con i loro poteri tenteranno di ritrovare i pezzi del corpo di Osiride perché affronti definitivamente Seth e scongiuri l'Apocalisse.
Combinando l'astuzia e l'agilità dei due archeologi con i poteri degli dei, il quartetto riesce a farsi strada nel Santuario e a liberare tutte le aree dall'influenza di Seth, sconfiggendo i suoi servitori e gli dei che sono passati al suo servizio; così facendo riescono a ricomporre il corpo di Osiride, che li aiuta in un'epica battaglia finale contro Seth. Il malvagio dio viene sconfitto e rimandato nel Duat, ma Osiride ricorda loro che la sua permanenza lì è solo temporanea, e che prima o poi tornerà a liberarsi. 
Finalmente liberi dalla maledizione, Lara e Carter possono tornare alle loro vite, mentre Iside e Horus rimangono a guardia del Santuario in attesa che Seth torni dalle tenebre.

### Personaggi
I protagonisti dell'avventura sono:
- Lara Croft: famosa archeologa d'azione, celebre per le sue straordinarie avventure.
- Carter Bell: definito un "astro nascente" dell'archeologia, è un collega/rivale di Lara. Come Lara sa usare molto bene le armi, e la sua preferita è un revolver molto potente.
- Iside: consorte di Osiride e dea egizia della vita, è in possesso del sacro bastone in grado di compiere straordinarie magie.
- Horus: figlio di Iside e Osiride e dio del sole, è armato di una falce con cui stermina le orde di nemici.
- Osiride: fratello di Seth e re degli dei, il suo corpo smembrato è sparso per l'Egitto; il suo spirito guida i suoi alleati e, una volta ricomposto, potrà affrontare il malvagio dio.

I nemici che si incontrano durante il gioco sono:
- Seth: malvagio dio dell'oltretomba, vuole liberarsi dal Duat dove è imprigionato e impadronirsi del mondo.
- Ammit: la Divoratrice, una spaventosa e gigantesca bestia che distrugge tutto quello che incontra lungo il suo cammino.
- Apep: dio del caos e dell'oscurità al servizio di Seth, ha le sembianze di un cobra gigantesco. È in grado di sputare palle di fuoco e di liberare armate di guerrieri.
- Khepri: un tempo nobile dio del sole, è stato corrotto dalla malvagità di Seth. Si presenta come un enorme scarabeo stercorario e fa rotolare una grande roccia sferica sulla quale combatte contro i suoi avversari, scagliando contro di loro meteore di fuoco e cercando di schiacciarle con le zampe. Protegge uno dei vasi canopi di Osiride.
- Sobek: dio dei fiumi e delle acque corrotto da Seth, ha l'aspetto di un immenso coccodrillo. Molto difficile da colpire perché è in grado di immergersi nella grande piscina che abita, nella quale cerca di annegare i nemici. Protegge un vaso canopo di Osiride.
- Guardiano di Seth: guerriero un tempo votato alla protezione del Santuario di Osiride, è stato corrotto dalla malvagità di Seth.
- L'Oracolo: indovino del Santuario di Osiride, è stato trasformato da Seth in una mostruosa creatura formata di soli occhi che vedono tutto, in grado di sparare proiettili magici.
- Il Faraone: sovrano d'Egitto che ha deciso di diventare seguace di Seth, è ora uno spettro di enormi dimensioni in grado di emettere urla strazianti e calpestare i nemici.
- Mummie: i guerrieri di Seth, sono cadaveri riportati in vita che cercano di uccidere i nemici del dio. Ne esistono di diversi tipi e dimensioni, in grado di usare le armi, controllare il fuoco o addirittura usare la magia per evocare altri guerrieri.
- Scarabei: Servitori di Kephri resi enormi dal potere di Seth, sono letali e alcuni di essi possono usare il fuoco per danneggiare i nemici.
- Figli di Sobek: un tempo sacerdoti del dio Sobek, ora sono esseri mostruosi dal corpo umano e la testa di coccodrillo. In genere maneggiano spade e lance ma alcuni padroneggiano la magia, il fuoco o i fulmini. A causa della loro pelle spessa per sconfiggerli è necessario far esplodere una bomba accanto a loro dopo averli atterrati.

## Modalità di gioco
Come il suo predecessore, Temple of Osiris si distacca completamente dalla serie regolare di Tomb Raider, presentando una visuale isometrica dell'ambiente di gioco. Il gameplay è di tipo cooperativo: tramite connessione internet o joystick aggiuntivi, fino a 4 giocatori possono giocare insieme nei panni di Lara, Carter Bell, Iside o Horus. Ciascuno dei personaggi è dotato di propri poteri e abilità differenziate. I giocatori dovranno collaborare per uccidere i nemici, superare le trappole e risolvere enigmi: il gameplay varia in relazione al numero dei giocatori.
Il gioco può essere completato anche in modalità single player: in questo caso l'unico personaggio giocabile sarà Lara, dotata però di alcune abilità caratteristiche degli altri personaggi. Anche in questo caso il gameplay cambierà.
Per andare avanti nella trama, i giocatori dovranno esplorare il Santuario di Osiride per scoprire le tombe o gli altri ambienti a esso collegati; ciascuno di essi presenta una porzione di gameplay a sé stante, basata ora sul platforming, ora sulla risoluzione di enigmi, ora sugli scontri coi nemici. A volte per sbloccare l'ingresso a questi ambienti è necessario risolvere un breve enigma o uccidere un certo numero di nemici; alcuni ambienti sono inoltre raggiungibili solo cambiando le condizioni atmosferiche e/o il momento della giornata mediante la Macchina di Osiride, che si trova al centro del Santuario ed è in grado di controllare il tempo.
Per liberare un'intera area è necessario superare tutte le tombe principali e recuperare tutti i pezzi del corpo di Osiride, il che comprende anche il combattimento contro dei mini-boss; una volta liberata l'area sarà possibile affrontare il boss principale, che custodisce uno dei vasi canopi. Il combattimento contro i boss principali prevede un mix di azione e risoluzione di enigmi.
Oltre alla trama principale, il giocatore potrà affrontare delle "Tombe-puzzle" a sé stanti, in cui dovrà risolvere degli enigmi per ottenere potenziamenti e raggiungere determinati obiettivi.

### Azioni ed equipaggiamento
Il giocatore è in grado di correre per l'ambiente di gioco, sparare, saltare, tirare leve, spostare oggetti e sparare con diverse armi a sua disposizione; oltre a questo, è munito di alcuni oggetti che gli consentono di compiere determinate azioni. Essi sono:
- Bastone di Iside: uno scettro magico che è in grado di controllare alcuni elementi dell'ambiente (piattaforme, trappole, oggetti) utili a superare le differenti prove. Può anche essere usato come arma.
- Bombe: possono essere piantate in terra e fatte esplodere a distanza. Servono per uccidere i nemici mantenendosi a una distanza di sicurezza, ma anche per spostare oggetti o far scattare alcuni meccanismi da lontano.
- Rampino di Lara: può essere utilizzato per raggiungere punti altrimenti inaccessibili dell'ambiente di gioco.
- Torcia: principalmente usata per illuminare ambienti bui, serve anche per risolvere alcuni enigmi basati sul fuoco.

Sono disponibili inoltre numerosi potenziamenti per tutti i personaggi, nonché armi aggiuntive, costumi alternativi e speciali abilità sbloccabili dopo aver raccolto un certo numero di collezionabili.

## Sviluppo
Dopo il rilascio di Guardian of Light, che aveva riscosso un gran successo di pubblica e critica, Square Enix dichiarò che avrebbe prodotto altri titoli ambientati nello stesso arco narrativo con la Lara Croft classica, mentre la serie Tomb Raider sarebbe proseguita con titoli di ampio respiro dopo il reboot del 2013.
La Crystal Dynamics iniziò lo sviluppo del videogame subito dopo il rilascio di Tomb Raider nel 2013, avvalendosi della casa produttrice Nixxes Software come supporto.
Il gioco fu presentato ufficialmente all'E3 del giugno 2014, assieme a Rise of the Tomb Raider; poche settimane dopo fu rivelata la sua data d'uscita: il 3 novembre dello stesso anno.

## Edizioni e DLC
In Europa il gioco è stato distribuito sia in forma fisica nei negozi di videogame che in forma digitale tramite i marketplaces delle differenti console; negli Stati Uniti d'America, invece, l'edizione fisica non è stata rilasciata e il gioco è disponibile esclusivamente in digitale, con la colonna sonora in omaggio.
Del gioco è stata prodotta una Gold Edition destinata ai negozi online di tutto il mondo. Essa contiene, oltre al gioco in forma fisica (per l'Europa) o il codice per scaricarlo (in America), una statuetta di Lara alta 7 cm, un art book, una mappa del mondo di gioco e il season pass per i DLC.
Il gioco ha avuto 5 DLC: i primi 3 erano stati resi disponibili nel 2014 per chi preordinava il gioco, e comprendevano armi e costumi tratti da Tomb Raider: Legend, Deus Ex e Hitman: questi contenuti sono stati resi scaricabili il 13 gennaio 2015, insieme al quarto di essi, che comprendeva la tomba aggiuntiva Icy Death, numerosi potenziamenti e un costume per Lara da scalatrice. 
A Febbraio 2015 è stato rilasciato l'ultimo DLC, comprendente la tomba aggiuntiva Twisted Gears e un costume per Lara ispirato a Tomb Raider II.
Il season pass inoltre contiene un pacchetto costumi tratto dal reboot Tomb Raider: in questo pacchetto Lara Croft ha l'aspetto della sua controparte ventunenne del videogioco Tomb Raider mentre Carter, Horus e Iside indossano rispettivamente i vestiti di Conrad Roth, Jhona Meiva e Samantha Nishimura.

## Sequel
Nel maggio 2015 Crystal Dynamics ha rilasciato Lara Croft: Relic Run, un endless run free to play ambientato nello stesso universo di Guardian of Light e Temple of Osiris. In esso Lara è sulle tracce di Carter Bell.
Il 27 agosto dello stesso anno viene pubblicato Lara Croft GO, videogioco strategico a turni anch'esso destinato agli smartphone; pur essendo ambientato nello stesso universo degli altri giochi, non ha legami narrativi con essi.

## Curiosità
- Nella localizzazione italiana, questo titolo vede il ritorno di Elda Olivieri, storica doppiatrice di Lara Croft, dopo che questo ruolo era stato ufficialmente passato a Benedetta Ponticelli per la Lara del reboot.
- La trama riprende alcuni elementi di un'altra avventura di Lara, Tomb Raider: The Last Revelation: anche in quel capitolo Lara risvegliava accidentalmente Seth rimuovendo l'amuleto che lo teneva imprigionato, e doveva lottare per evocare Horus e imprigionarlo nuovamente. Tuttavia, poiché gli spin-off di Tomb Raider si pongono su una storyline parallela a quella dei videogame ufficiali, le due trame non vanno in conflitto d'interessi.
- Il nome di Carter Bell è un omaggio ai due archeologi Howard Carter (scopritore della Tomba di Tutankhamon) e Gertrude Bell, famosa per i suoi studi sull'Egitto.
- Nel primo livello del gioco ci si può imbattere in un cadavere steso per terra le cui sembianze ricordano molto da vicino Nathan Drake, protagonista della serie Uncharted, "rivale" di Tomb Raider.